# خوسيه رامون ميدينا
خوسيه رامون ميدينا (بالإسبانية: José Ramón Medina) هو قاضي ومحامي وشاعر فنزويلي، ولد في 20 يوليو 1919 في غواريكو في فنزويلا، وتوفي في 14 يونيو 2010 في كاراكاس في فنزويلا.